# До 100-річчя подій Української революції 1917 — 1921 років (монета)
«До 100-рі́ччя поді́й Украї́нської револю́ції 1917—1921 рокі́в» — ювілейна монета номіналом 5 гривень, випущена Національним банком України, присвячена подіям, пов'язаним із боротьбою української нації за відновлення та утвердження власної державності, яка відбувалася у формі Української Народної Республіки, Української Держави і Західноукраїнської Народної Республіки. Ці складні соціально-політичні події мали велике значення для відновлення Україною незалежності у 1991 році.
Монету введено в обіг 22 березня 2017 року. Вона належить до серії «Відродження української державності».

## Опис монети та характеристики
| Номінал грн. | Метал      | Маса, г | Діаметр, мм | Якість виготовлення       | Гурт     | Тираж, штук                                        |
| ------------ | ---------- | ------- | ----------- | ------------------------- | -------- | -------------------------------------------------- |
| 5            | нейзильбер | 16,54   | 35,0        | спеціальний анциркулейтед | рифлений | 35 000 (у тому числі 10 000 у сувенірній упаковці) |

### Аверс
На аверсі монети розміщено: угорі написи: «УКРАЇНА», номінал «5 ГРИВЕНЬ», малий Державний Герб України, рік карбування монети «2017»; на дзеркальному тлі зображено стилізовану композицію: український прапор із тризубом у центрі, під яким розміщено композицію, що символізує зруйновану, розбиту Російську імперію; логотип Банкнотно-монетного двору Національного банку України (ліворуч).

### Реверс
На реверсі монети зображено стилізовану композицію — динамічного кольорового прапороносця із синьо-жовтим стягом (використано тамподрук) на тлі зображення колон маніфестантів із прапорами і транспарантами, що символізують той драматичний історичний період в Україні із масовими мітингами, гаслами та закликами до незалежності, волі тощо; написи: «УКРАЇНСЬКА РЕВОЛЮЦІЯ» (угорі), «1917/1921» (унизу).

10000 монет із загального тиражу було випущено у буклетах
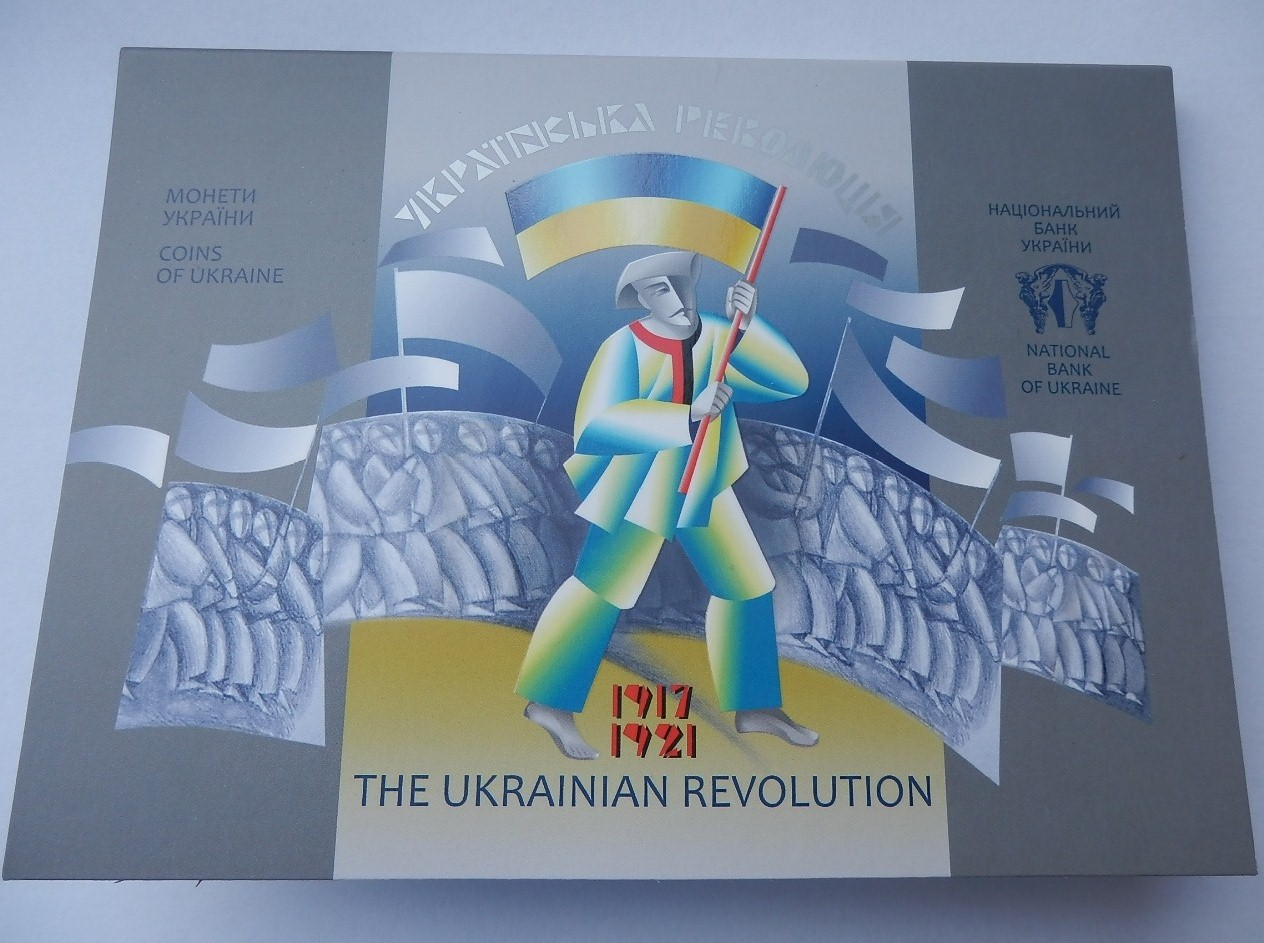
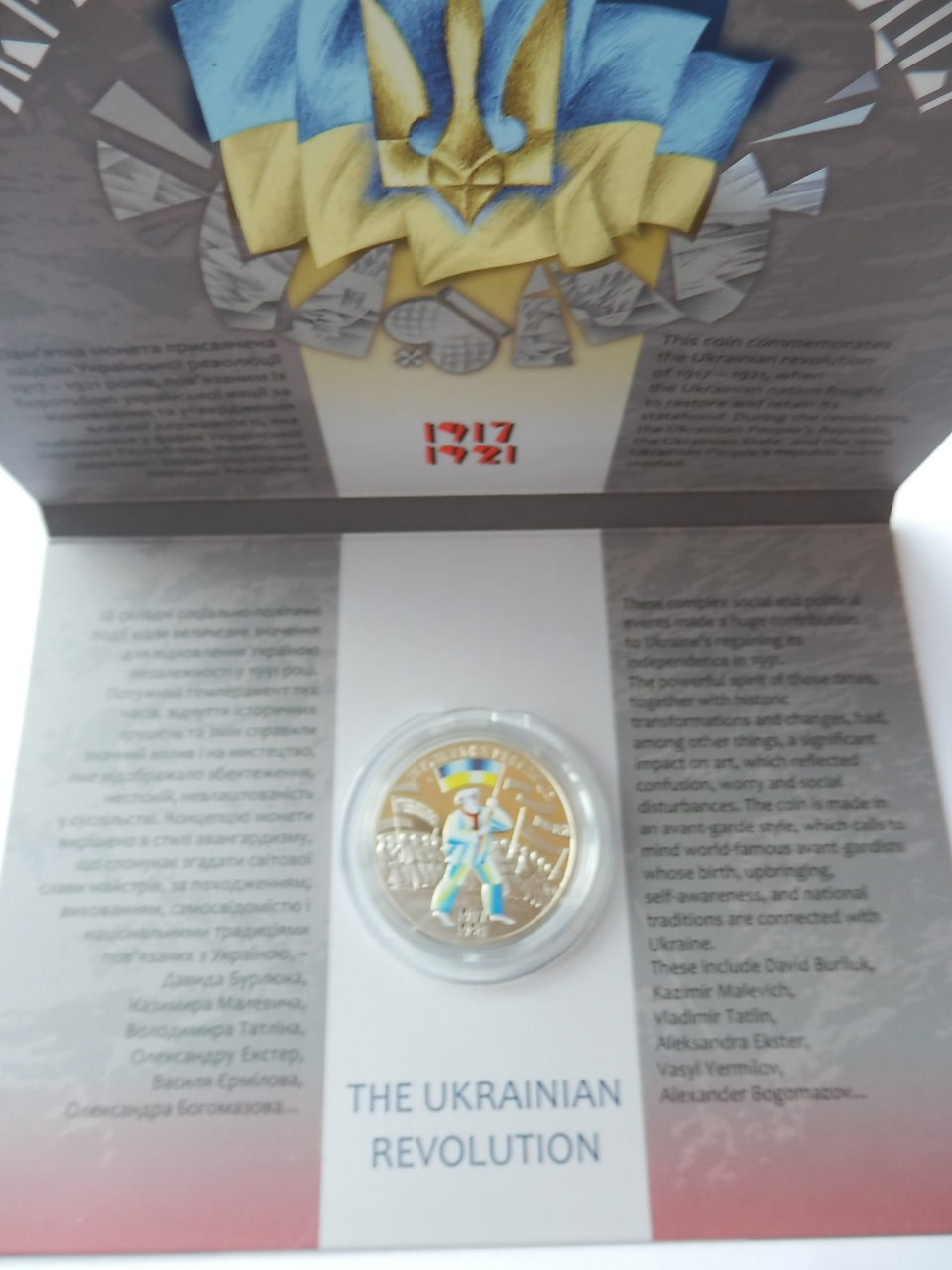
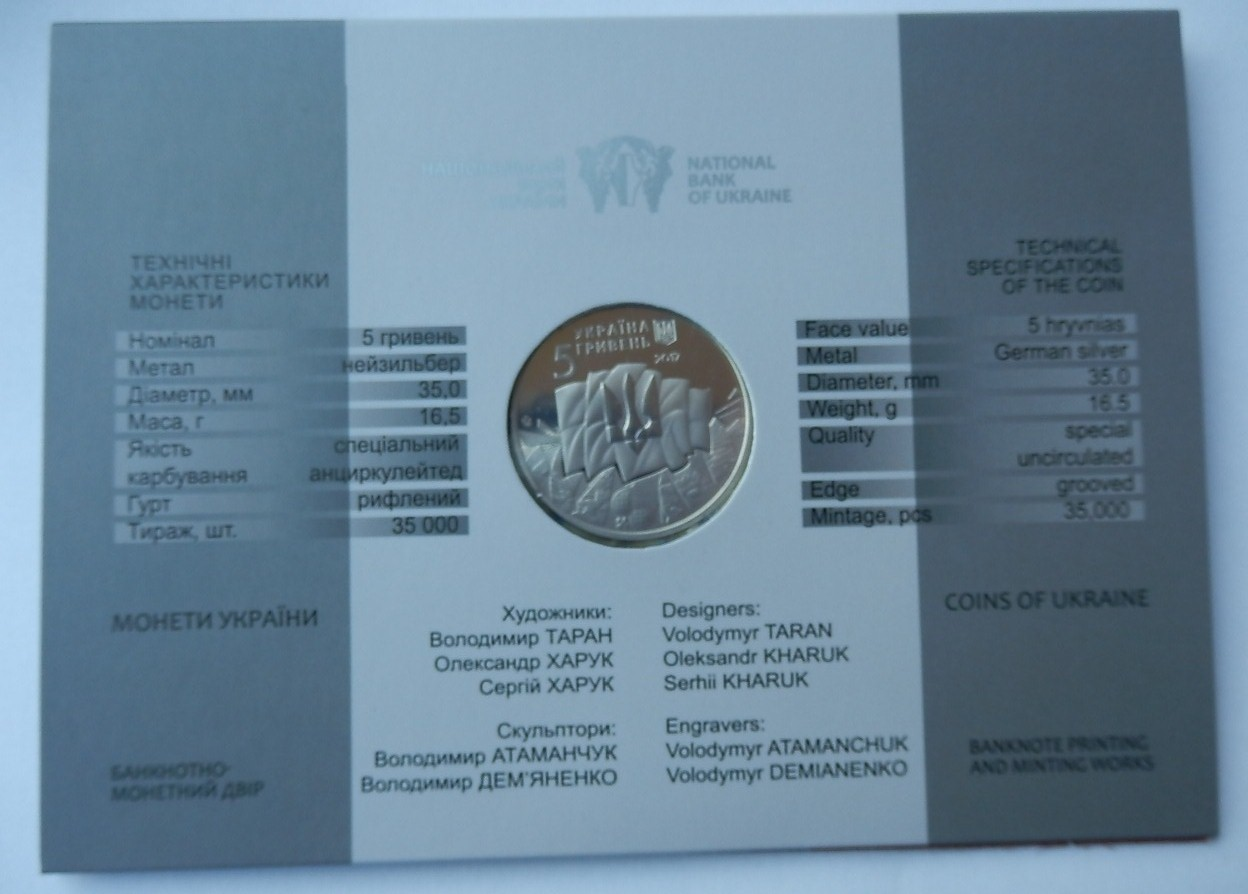

## Автори

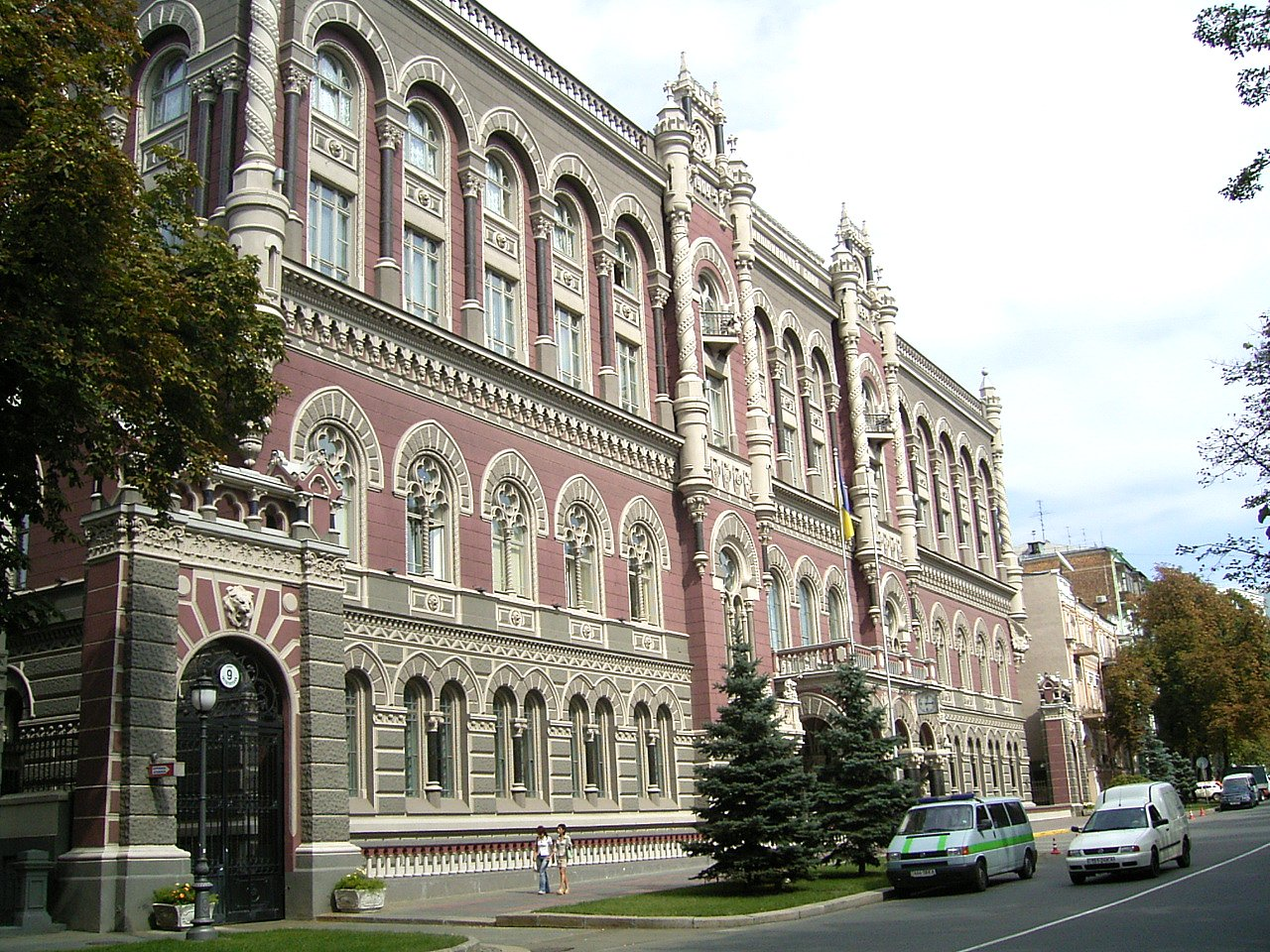
Будівля Національного банку України

- Художники: Таран Володимир, Харук Олександр, Харук Сергій.
- Скульптори: Дем'яненко Володимир, Атаманчук Володимир.

## Вартість монети
Під час введення монети в обіг у 2017 році, Національний банк України реалізовував монету через свої філії за ціною 43 гривні.
Фактична приблизна вартість монети з роками змінювалася так:
| Рік        | 2017 | 2018 | 2019 | 2020 | 2021 | 2022 | 2023 | 2024 | 2025 |
| ---------- | ---- | ---- | ---- | ---- | ---- | ---- | ---- | ---- | ---- |
| Ціна, грн. | 80   | 75   | 85   | 85   | 150  | 230  | 530  | 700  | 730  |